# Lương Khiết
Lương Khiết (Tiếng Trung giản thể: 梁洁, bính âm: Liáng Jié; tiếng Anh: Liang Jie, sinh ngày 16 tháng 6 năm 1994), là nữ diễn viên truyền hình người Trung Quốc. Cô được biết đến với vai diễn Bát vương phi Khúc Tiểu Đàn trong bộ phim "Song Thế Sủng Phi" năm 2017.

## Sự nghiệp
Năm 2012, Lương Khiết tốt nghiệp Học viện Hý kịch Trung ương khoa Biểu diễn.
Năm 2014, cô chính thức bước chân vào làng giải trí với vai phụ trong bộ phim truyền hình về chủ đề bóng đá "Cơn lốc 11 người" được đóng chính bởi Hồ Ca và Giang Sơ Ảnh. Trong phim cô vào vai Vu Duyệt - thành viên của đội cổ vũ.
Tháng 3 năm 2016, tham gia bộ phim truyền hình "Tôi là Lưu Truyền Thuyết", bộ phim về đề tài cuộc kháng chiến chống Nhật được công chiếu trên kênh phim Phương Đông Thượng Hải (Dragon TV). Vào tháng 12, cô tham gia bộ phim truyền hình "Nhiệt huyết thanh xuân" được phát sóng trên Giang Tô TV.
Vào tháng 2 năm 2017, cô đóng vai chính trong bộ phim chiếu mạng "Song Thế Sủng Phi", đây bộ phim cổ trang đầu tiên của Lương Khiết và cũng là lần đầu tiên Lương Khiết đảm nhận vai chính. Bộ phim tuy không được đầu tư hoành tráng nhưng nhờ kịch bản chỉn chu cùng dàn diễn viên diễn xuất có hồn mà nhanh chóng nổi tiếng, mang đến bước ngoặt trong sự nghiệp nữ diễn viên. Vào ngày 25 tháng 5, bộ phim hài giả tưởng "Bạn trai của bạn gái tôi" mà cô tham gia đã được ra mắt trên Tencent Video.
Ngày 22 tháng 10 năm 2018, một lần nữa hợp tác với Hình Chiêu Lâm đóng vai chính trong bộ phim chiếu mạng "Song Thế Sủng Phi 2" ra mắt trên Tencent Video, đồng thời Lương Khiết thể hiện ca khúc "Làm ơn, làm ơn" cho bộ phim.
Vào tháng 10 năm 2019, Lương Khiết lọt vào danh sách ứng cử viên Diễn viên tốt (phim truyền hình trực tuyến) tại Cuôc tuyển chọn "Diễn viên truyền hình xuất sắc Trung Quốc" lần thứ 6.   
Ngày 16 tháng 1 năm 2020, tham gia bộ phim cổ trang "Tân tuyệt đại song kiêu" được chuyển thể từ tiểu thuyết cùng tên của Cổ Long được phát sóng trên kênh CCTV. Ngày 5 tháng 6, cùng với Hình Chiêu Lâm tham gia bộ phim tình cảm "Em là định mệnh đời anh" dựa trên bộ phim ăn khách của Đài Loan "Định mệnh anh yêu em" năm 2008, đã được phát sóng trên Tencent Video.
Ngày 20 tháng 1 năm 2021, Lương Khiết đã giành giải thưởng "Nữ diễn viên vượt bậc của năm" tại Liên hoan truyền hình mạng Kim Cốt Đóa lần thứ 5. Ngày 20 tháng 5, bộ phim truyền hình cổ trang "Nhạn Quy Tây Song Nguyệt" do Lương Khiết và Tăng Thuấn Hy đóng chính đã được phát sóng độc quyền trên Tencent Video. Ngày 2 tháng 6, bộ phim chiếu mạng "Song Thế Sủng Phi 3" hợp tác với Hình Chiêu Lâm đã được ra mắt trên Tencent Video. Vào ngày 17 tháng 6, bộ phim tình cảm "Một ngày trở thành em" do Lương Khiết và Trương Tân Thành đóng chính đã được phát sóng.

## Đời tư
Tháng 7 năm 2017, mối tình của Lương Khiết và nam diễn viên Bồ Ba Giáp được đưa ra ánh sáng, hai người chênh lệch nhau 9 tuổi. Vào ngày 1 tháng 2 năm 2018, Bồ Ba Giáp đã cầu hôn Lương Khiết thành công.
Vào ngày 18 tháng 5 năm 2021, các hãng phim của Lương Khiết và Bồ Ba Giáp đã đưa ra tuyên bố thông báo hai người chia tay, nói rằng cả hai đã chấm dứt mối quan hệ với nhau trong hòa bình vào năm 2020.

## Danh sách phim
Phim truyền hình
| Năm  | Tựa đề                                 | Tựa đề tiếng Trung | Vai                                           | Bạn diễn                                                 | Ghi chú   |
| ---- | -------------------------------------- | ------------------ | --------------------------------------------- | -------------------------------------------------------- | --------- |
| 2015 | Tôi là Lưu Truyền Thuyết               | 我叫刘传说         | Nhạc Tiểu Lang                                | Tiền Vịnh Thần, Trương Nhất Loan, Lan Hy                 | Vai phụ   |
| 2016 | Cơn lốc 11 người                       | 旋风十一人         | Vu Duyệt                                      | Hồ Ca, Giang Sơ Ảnh, Tăng Lê, Ngưu Tuấn Phong            | Vai phụ   |
| 2016 | Nhiệt huyết thanh xuân                 | 尖锋之烈焰青春     | Trần Duyệt Trạch                              | Lý Giai Hàng, Tống Dật, Ngưu Tuấn Phong, Triệu Viên Viện | Vai phụ   |
| 2017 | Cầm Lang                               | 擒狼               | Mã Phục Manh                                  | Bồ Ba Giáp, Lưu Manh Manh                                | Vai phụ   |
| 2017 | Bạn trai của bạn gái tôi               | 我女朋友的男朋友   | Vu Na Na                                      | Bạch Chú, Thái Văn Tịnh                                  | Vai phụ   |
| 2017 | Song thế sủng phi                      | 双世宠妃           | Khúc Tiểu Đàn / Khúc Đàn Nhi / Khúc Hương Đàn | Hình Chiêu Lâm                                           | Vai chính |
| 2017 | Bạn trai của bạn gái tôi 2             | 我女朋友的男朋友2  | Vu Na Na                                      | Bạch Chú, Thái Văn Tịnh                                  | Vai phụ   |
| 2018 | Song thế sủng phi 2                    | 双世宠妃 II        | Khúc Tiểu Đàn / Khúc Đàn Nhi                  | Hình Chiêu Lâm                                           | Vai chính |
| 2020 | Tân tuyệt đại song kiêu                | 绝代双骄           | Tô Anh                                        | Trần Triết Viễn, Hồ Nhất Thiên                           | Vai chính |
| 2020 | Em là định mệnh đời anh                | 你是我的命中注定   | Trần Gia Hân                                  | Hình Chiêu Lâm                                           | Vai chính |
| 2020 | Người yêu không nói dối                | 不说谎恋人         | Hứa Y Nhân                                    | Tân Vân Lai                                              | Vai chính |
| 2021 | Nhạn quy tây song nguyệt               | 雁归西窗月         | Tạ Tiểu Mãn                                   | Tăng Thuấn Hy                                            | Vai chính |
| 2021 | Song thế sủng phi 3                    | 双世宠妃 III       | Khúc Tiểu Đàn / Nữ Hoàng / Khúc Hương Đàn     | Hình Chiêu Lâm                                           | Vai chính |
| 2021 | Một ngày trở thành em                  | 变成你的那一天     | Dư Thanh Thanh                                | Trương Tân Thành                                         | Vai chính |
| 2021 | Hào quang                              | 光芒               | Tiểu Linh Đang                                | Trương Tân Thành, Thái Văn Tịnh                          | Khách mời |
| 2021 | Nhiệt huyết thần thám                  | 热血神探           | Liên Hải Bình                                 | Trương Vũ Kiếm, Ngô Sùng Hiên                            | Vai chính |
| 2022 | Băng tuyết chi danh                    | 冰雪之名           | Kim Doanh                                     | Âu Hào, Y Lệ Viên                                        | Vai chính |
| 2022 | Phi Hồ ngoại truyện                    | 飞狐外传           | Viên Tử Y                                     | Tần Tuấn Kiệt, Hình Phi, Lâm Vũ Thân                     | Vai chính |
| 2023 | Ta có thể gặp được cứu tinh (Hi Venus) | 我可能遇到了救星   | Diệp Thời Lam                                 | Tăng Thuấn Hy                                            | Vai chính |
| TBA  | Tây hạ tử thư                          | 西夏死书           | Từ Hinh Vũ                                    | Uông Đông Thành, Giả Thanh                               | Vai chính |
| TBA  | Hãy yêu anh như thế                    | 请和这样的我恋爱吧 | Lý Tiêu Tiêu                                  | Hồ Nhất Thiên                                            | Vai chính |
| TBA  | Tung nhiên                             | 纵然               | Ô Tú / Tô Tô                                  | Quách Tuấn Thần                                          | Vai chính |
| TBA  | Cây ô liu màu trắng ( 2025)            | 白色橄榄树         | Tống Nhiễm                                    | Trần Triết Viễn                                          | Vai chính |

## Chương trình truyền hình
| Thời gian  | Tên chương trình                          | Tựa đề tiếng Trung     | Kênh          | Ghi chú                                     |
| ---------- | ----------------------------------------- | ---------------------- | ------------- | ------------------------------------------- |
| 04-10-2017 | Đêm trung thu                             | 中秋之夜               | Hồ Nam TV     |                                             |
| 29-12-2017 | Thanh lấm kỳ cảnh                         | 声临其境               | Hồ Nam TV     |                                             |
| 27-10-2018 | Happy Camp                                | 快乐大本营             | Hồ Nam TV     |                                             |
| 28-11-2018 | Tiểu thư xinh đẹp                         | Beauty小姐             | Tencent Video |                                             |
| 13-01-2019 | Duyệt văn Super IP - Phong vân thịnh điển | 2018阅文超级IP风云盛典 | Dragon TV     | Song ca "Vô Tình Hoạ" cùng Hình Chiêu Lâm   |
| 19-01-2020 | Vở kịch rất đẹp                           | 剧说很好看             | CCTV          | Quảng bá phim "Tân tuyệt đại song kiêu"     |
| 20-12-2020 | Tinh quang đại thuởng                     | 星光大賞               | Tencent Video | Song ca "Cửu Trương Cơ" cùng Hình Chiêu Lâm |
| 30-07-2021 | Tôi là bạn màu lam của cậu                | OMB我是你的蓝朋友      | Hồ Nam TV     |                                             |
| 21-12-2021 | Cửa hàng tiện lợi Mã Lan Hoa Hoa          | 马栏花花便利店         | Hồ Nam TV     |                                             |

## Một số ca khúc thể hiện
| Năm  | Ca khúc          | Tựa đề tiếng Trung | Phim                     | Nghệ sĩ phối hợp | Ghi chú |
| ---- | ---------------- | ------------------ | ------------------------ | ---------------- | ------- |
| 2018 | Làm ơn, làm ơn   | 拜托拜托           | Song thế sủng phi 2      |                  |         |
| 2018 | Một nửa          | 一半               | Song thế sủng phi 2      |                  |         |
| 2020 | Chân thật        | 当真               | Em là định mệnh đời anh  | Hình Chiêu Lâm   |         |
| 2021 | Thanh thanh niệm | 声声念             | Nhạn quy tây song nguyệt | Thái Dựt Thăng   |         |
| 2021 | Người thì thầm   | 耳语者             | Một ngày trở thành em    |                  |         |

## Giải thưởng
| Thời gian  | Lễ trao giải                                        | Giải thưởng                                | Phim                    | Kết quả   | Chú thích |
| ---------- | --------------------------------------------------- | ------------------------------------------ | ----------------------- | --------- | --------- |
| 15-11-2017 | Lễ trao giải diễn viên giỏi Trung Quốc lần thứ 4    | Nữ diễn viên xuất sắc (phim chiếu mạng)    |                         | Đề cử     | [ 21 ]    |
| 11-01-2018 | Tâm thưởng chi dạ                                   | Nghệ sĩ nổi tiếng của năm                  | Song thế sủng phi       | Đoạt giải | [ 22 ]    |
| 16-10-2019 | Lễ trao giải diễn viên giỏi Trung Quốc lần thứ 6    | Nữ diễn viên xuất sắc (phim chiếu mạng)    |                         | Đề cử     | [ 11 ]    |
| 20-12-2020 | Tencent Video - Tinh quang đại thưởng               | Nữ diễn viên truyền hình tiềm năng của năm | Em là định mệnh đời anh | Đoạt giải | [ 23 ]    |
| 20-01-2021 | Liên hoan phim và truyền hình Kim Cốt Đóa lần thứ 5 | Nữ diễn viên vượt bậc của năm              |                         | Đoạt giải | [ 14 ]    |